# 萤光素酶
萤光素酶是自然界中能够产生生物发光的酶的统称，其中最有代表性的是北美（Photinus pyralis）的萤火虫体内的萤光素酶。在相应化学反应中，萤光的产生是来自于萤光素的氧化，有些情况下反应体系中也包括三磷酸腺苷（ATP）。没有萤光素酶的情况下，萤光素与氧气反应的速率非常慢，而钙离子的存在常常可以进一步加速反应（与肌肉收缩的情况相似）。萤光生成反应通常分为以下两步：
这一反应非常节省能量，几乎所有输入反应的能量都被转化为光。与之形成鲜明对比的是人类使用的白炽灯，只有約10%的能量被转化为光，剩余的能量都变为热能而被浪费。
萤光素或萤光素酶不是特定的分子，而是对于所有能够产生萤光的底物和其对应的酶的统称，虽然它们各不相同。不同的能够控制萤光的生物体用不同的萤光素酶来催化不同的萤光反应。最为人所知的发光生物是萤火虫，而其所采用不同的萤光素酶与其他发光生物如荧光菇（发光类脐菇，Omphalotus olearius）或许多海洋生物都不相同。在萤火虫中，发光反应所需的氧气是从被称为腹部气管（abdominal trachea）的管道中输入。一些生物，如叩头虫，含有多种不同的萤光素酶，能够催化同一萤光素底物，而发出不同颜色的萤光。萤火虫有2000多种，而叩甲总科（包括萤火虫、叩头虫和相关昆虫）则有更多，因此它们的萤光素酶对于分子系统学研究很有用。目前研究得最透彻的萤光素酶是来自Photinini族萤火虫中的北美萤火虫（Photinus pyralis）。

## 应用
萤光素酶可以在实验室中用基因工程的方法生成，并被用于多种不同的实验。萤光素酶的基因可以被合成并插入到生物体中或转染到细胞中。研究者利用基因工程已经使得小鼠、家蚕、马铃薯等一些生物可以合成萤光素酶。间接体外成像是一种强大的研究手段，可以对整个动物体中的细胞群落进行分析：将不同类型的细胞（骨髓干细胞、T细胞等）标记上（即表达）萤光素酶，就可以用高敏感度的电荷耦合相机对动物体内进行活体观察而不会伤害到动物本身。
在萤光素酶中加入正确的萤光素底物就可以放出萤光，而发出的光子可以被光敏感元件，如萤光探测器或改进后的光学显微镜探测到。这就使得对包括感染在内的多种生命活动进程进行观察成为可能。例如，萤光素酶已經被用於商業化的次世代焦磷酸定序技術，藉由dNTP接上DNA鏈時水解放出的焦磷酸，透過另外一個硫酸鹽腺甘酸轉移酶反應，萤光素酶能將產物ATP與萤光素轉化為萤光，機器藉此探測光線並定序。萤光素酶也可以被用于检测血库中所存血液中的红血球是否开始破裂。法医可以用含有萤光素酶的溶液来检测犯罪现场中残留的血迹。医院用萤光素酶的发光来发现特定的疾病。萤光素酶还可以作为“报告蛋白”被用于分子生物学研究中，例如，用于在转染过萤光素酶的细胞中检测特定启动子的转录情况或用于探测细胞内的基因轉錄活性；这一技术被称为报告基因检测法或萤光素酶检测法（Luciferase Assay）。萤光素酶是一个热敏感蛋白，因此经常被用于研究蛋白热变性过程中热休克蛋白的保护能力。此外，萤光素酶水母素的萤光强度与环境中钙离子浓度相关，因此可用于检测生物体内的钙。

## 外部連結
- （英文）生物荧光化学 （页面存档备份，存于）
- （英文）PDB数据库中的萤火虫萤光素酶 （页面存档备份，存于）
- （英文）PDB数据库中的细菌萤光素酶
- （英文）一氧化氮与萤火虫发光  （页面存档备份，存于）
- （英文）Promega公司Gene Expression and Reporter中用到荧光素酶的技术